# Церква святого Василія Великого (Турівка)
Церква святого Василія Великого в Турівці — парафія і храм греко-католицької громади Підволочиського деканату Тернопільсько-Зборівської архієпархії Української греко-католицької церкви в селі Турівка Тернопільського району Тернопільської области.
Оголошена пам'яткою архітектури місцевого значення.

## Історія церкви
Церкву збудовано у 1882 році та освячено у 1888 році. Іконостас виготовив М. Наконечний, а образи намалював іконописець Павло Запоріжський. У 1940-х роках парох о. Степан Потуряк перевів парафію і храм у підпорядкування РПЦ, де вони перебували до 1990 року. У 1990 році парафія повернулася в лоно УГКЦ, і її першим священником став о. Михайло Валійон.
При парафії діють такі спільноти: Марійська і Вівтарна дружини та братство Матері Божої Неустанної Помочі. На території парафії розташовані дві каплички на честь Богородиці та два хрести. Парафія володіє нерухомим майном — 170,8 м² території проборства.

## Парохи
- о. Степан Потуряк (1940-ві),
- о. Михайло Валійон (1990—1992),
- о. Ярослав Задоріжний (з липня 1992).